# يوان أندريو
يوان أندريو (بالفرنسية: Yoann Andreu)‏ (مواليد 3 مايو 1989 في بورغ-أون-بريس - فرنسا) لاعب كرة قدم فرنسي يلعب حاليا لصالح نادي الدرجة الأولى سانت إتيان الفرنسي منذ 2004 في مركز قلب الدفاع .

## روابط خارجية
- يوان أندريو على موقع رابطة كرة القدم الفرنسية للمحترفين (الإنجليزية)
- يوان أندريو على موقع قاعدة بيانات كرة القدم.إي يو (الإنجليزية)
- يوان أندريو على موقع ليكيب (الفرنسية)
- يوان أندريو على موقع Soccerway.com (الإنجليزية)
- يوان أندريو على موقع AS.com (الإسبانية)